# Reforest'Action
Reforest’Action est le nom d'une entreprise titulaire de la certification B Corp dont la mission est de régénérer les écosystèmes (agro)forestiers à travers le monde, en réponse à l’urgence climatique et à l’érosion de la biodiversité. Pour ce faire, elle sélectionne des projets forestiers, les soutient, et en assure la qualité afin de développer leur multifonctionnalité dans la durée.
En 2021, elle est reconnue comme partenaire/acteur de la décennie des Nations unies pour la restauration des écosystèmes. En mai 2023, Reforest'Action franchit le cap des 30 millions d'arbres plantés.

## Historique
En 2010, Stéphane Hallaire voyage au Sénégal et saisit les intérêts socio-écologiques de la plantation d'un manguier et donc des projets de reforestation. Il quitte son emploi d’ingénieur et fonde Reforest’Action qui mène ses premières actions au Sénégal, au Pérou et en Inde, des zones à fort impact selon le fondateur.
Les premières années sont difficiles. La nécessité de préserver et restaurer les forêts n'est pas encore suffisamment reconnue par les acteurs économiques. « La collecte de fonds auprès des entreprises pour les orienter sur des projets locaux au Sénégal, au Pérou ou encore en Inde ne fonctionne pas. » Le modèle est fragile : la distance géographique entre le donneur et le bénéficiaire situé en Afrique, en Amérique du Sud ou en Inde est trop importante, et l'entreprise qui perd de l’argent est à deux doigts de mettre la clé sous la porte en 2013. Celle-ci s'adapte et se recentre sur la France tout en conservant une minorité d'actions à l'étranger. Stéphane Hallaire se justifie sur ce recentrage de son activité :

« En France nos forêts ne vont pas bien du tout, elles souffrent du réchauffement climatique et dépérissent. Par exemple, la prolifération des scolytes, ces insectes qui déciment des dizaines d’hectares, est un phénomène grave . Pour être efficaces, nous avons dupliqué en France notre modèle international, en apportant des fonds privés pour planter et restaurer nos forêts. »

Depuis 2017, la société dont l'ancien nom était « 5 continents » est présidée par la SAS Smheart, représentée par M. Hallaire.
Après 7 à 8 années d'existence l'activité s'accélère grâce à une reconnaissance accrue de l'importance du rôle des forêts pour le climat et la biodiversité. Sur l'ensemble de l'année 2019, Reforest'Action supervise la plantation de près de 5 millions d'arbres – soit autant que pendant les 8 années précédentes, depuis sa création – dans 18 pays. À la fin 2019, l'entreprise reçoit 30 à 40 nouvelles demandes quotidiennes émanant de professionnels ou d'associations, tandis que la même année, elle obtient la certification B Corp, un label garantissant que l’entreprise répond à de hautes exigences en matière de performance, de gouvernance, de transparence et de responsabilité sociales et environnementales.
En octobre 2020, près de 8 millions d’arbres de plus de 260 essences différentes ont ainsi été plantés. En avril 2021, et depuis sa création en 2010, l'entreprise a financé la plantation ou la régénération de plus de 11 millions d’arbres dans 30 pays dans le monde.En 2022, elle déclare avoir financé depuis sa création la plantation de plus de 20 millions d’arbres (soit deux fois plus qu'un an auparavant) dans 42 pays différents, grâce à l’engagement de 3 000 entreprises et de 400 000 citoyens. Son PDG-fondateur Stéphane Hallaire déclare que le chiffre d’affaires est de 20 millions d’euros, en croissance de 100 % tous les ans et une place de leader européen dans la reforestation.
En 2021, elle emploie 75 salariés, contre 5 en 2019. Ce chiffre passe à 90 l'année suivante, 70 en France et 20 à l'étranger, et déclare recruter dans quinze pays.

## Fonctionnement
L'objectif de Reforest'Action est de préserver et restaurer des forêts décimées par des aléas comme les tempêtes, incendies, maladies, et attaques d'insectes, ainsi qu'en planter de nouvelles.
Ses principaux donateurs sont des entreprises : en 2021, 300 sociétés ont donné entre cinq mille et plusieurs millions d'euros pour financer la restauration de forêts pendant 5 ans. Le financement participatif est également adressé aux particuliers, qui ont la possibilité de participer à des projets de reforestation en les choisissant sur une carte.
Plusieurs options se présentent aux intéressés : planter un bout de forêt, en choisissant le lieu et le nombre d’arbres souhaités, ou opter pour un abonnement, à raison de cinq arbres plantés par mois pour 15 €. Reforest'Action propose également d'offrir un arbre à l’un de ses proches pour qu’il puisse à son tour choisir de le planter dans l’une des forêts françaises privées, sur des parcelles publiques gérées par l’Office national des forêts (ONF), ou à l’étranger dans des forêts recommandées par Reforest’Action. Mais sur le terrain, elle ne prend pas en charge directement la plantation des arbres, mais trouve des solutions avec des partenaires locaux, comme l’Office national des forêts en France.
Sur le terrain, elle finance entre 50 et 80% des coûts de préparation du sol, de plantation, d’entretien jusqu’à cinq ans et de maîtrise d’œuvre des projets. Selon Stéphane Hallaire, les arbres sont « surveillés pendant 20 ans » après leurs plantations. Les actions de l'entreprise cherchent également à sensibiliser les populations locales et leur donner une source de revenu en les faisant participer aux projets de reboisement. Au Sénégal, par exemple, les arbres de différentes essences sont plantés sur de petites surfaces, autour et dans les champs des agriculteurs afin de développer les rendements en améliorant la qualité des sols.

## Organisation
En plus de l'équipe opérationnelle du pôle forêts composée de 18 personnes, la gouvernance de l'entreprise fait appel à :
- un Comité technique forêts tempérés chargé de sélectionner les projets de plantation et de valider le cahier des charges des projets et de leur suivi. Quatre personnalités issues des experts forestiers, de PEFC France, de l'UICN, de FNE et de l'INRA composent ce comité ;
- un Comité technique et scientifique sur les forêts tropicales né en 2021, chargé d’évaluer l’approche de Reforest’Action en matière de préservation, restauration et création de forêts. Les réflexions menées au sein du groupe permettent de renforcer, sur la durée, la portée scientifique des actions menées en zones tropicales. Cinq spécialistes de la forêt, externes à Reforest’Action, composent ce comité.
- un Comité éthique chargé d'orienter la réflexion, le positionnement et les actions de l'entreprise. Spécialistes de la compensation carbone, de stratégie environnementale ou sociétale (RSE) des entreprises, de politique forestière à FNE ou des aires protégées du ministère de l'écologie, les quatre personnalités de ce comité s'expriment en leur nom propre et non en celui de leur organisation où ils travaillent.

## Principaux projets et partenariats
Si le site de Reforest’Action s’adresse aux particuliers, Stéphane Hallaire privilégie les accords avec les personnes morales, auxquelles il propose de financer des parcs forestiers, de contribuer à la neutralité carbone, de créer des projets d’agroforesterie ou des forêts urbaines.

### Partenariats locaux pour des projets de reboisement
En novembre 2018, Reforest'Action lance l'appel à projets « 1 million d'arbres pour nos forêt », avec pour objectif d'identifier des projets partout en France pour planter un million d'arbres à l'automne-hiver 2018-2019.
En novembre 2019, Reforest'Action supervise la plantation de 3 000 arbres par 500 volontaires dans la forêt de Sainte-Apolline sur la commune de Plaisir dans les Yvelines. A cette date, Reforest'Action avait permis la plantation de plus de 4 millions d’arbres dans 19 pays.
En décembre 2020, deux propriétaires privés à Méhoncourt (Meurthe-et-Moselle) font appel à Reforest’action pour planter 3200 arbres sur une parcelle de 2,9 hectares, et 5100 arbres sur une autre parcelle de 3,8 hectares.
En février 2021, la commune de Saint-Orens-de-Gameville en Occitanie annonce la création d'une forêt urbaine de 12 000 arbres plantés en deux mois avec l'aide de plusieurs associations, notamment Arbres et Paysages d’Autan et Reforest'Action.
En septembre 2021, Reforest'Action est sollicité par un couple propriétaire d'une ferme de dix hectare à Saint-Pierre-des-Nids dans le nord de la Mayenne pour y planter 2 000 arbres de 21 essences différentes,.
Le mois suivant, Reforest'Action s'associe avec le quotidien régional Paris-Normandie (pour la deuxième fois après un premier partenariat en 2019) pour participer au reboisement de la région, dans une opération baptisée « Normandie Verte ». Deux sites, des parcelles privées, sont concernés par ces opérations de reboisement portant sur un total de 2000 arbres : La Poterie Cap d’Antifer et Longueville-sur-Scie. Selon l'ingénieure agronome chez Reforest’Action, Marie Abboud, le premier projet consiste à récréer un clos masure autour d'une maison et des bâtiments, tandis que le deuxième serait une plantation d'arbres dans une prairie où certaines essences ont déjà poussé naturellement, complétées des feuillus type érables, chênes, hêtres et autres tilleuls. Dans le même département (Seine-Maritime), Reforest'Action accompagne un projet de plantation à terme de 1 500 arbres sur 13 hectares de la commune de Saint-Aubin-Routot grâce à un financement du Crédit Agricole de Normandie-Seine.
En septembre 2022, Reforest'action est sollicitée par la municipalité d'Avrillé en Maine-et-Loire en partenariat avec « Anjou Loire Territoire » (Alter) pour reboiser le plateau Mayenne, ; la plantation a lieu en janvier 2023. En octobre, Reforest'action est sollicitée par le club de football de La Tour-de-Salvagny, commune intégrée à la métropole de Lyon, pour l'opération « une victoire = un arbre planté ». En novembre, Reforest'Action s'associe avec l'opérateur énergétique Enedis et la mairie de Ligny-en-Barrois dans un projet de régénération naturelle assistée de la forêt communale en plantant plus de 5 000 arbres,. Une autre plantation a lieu en janvier 2023 dans la commune d'Affléville grâce à un partenariat entre Reforest'Action et Enedis.

### Association avec des entreprises
Depuis 2017, Reforest'Action s'associe avec des entreprises pour déployer des projets de reboisement : avec Axa en 2017, avec Toyota en 2018, l'Arbre vert et RTL en 2019, et avec Hoffmann Green Cement pendant la saison 2019-2020. En 2019, Reforest'Action et Eurostar annoncent la plantation de 20 000 arbres par an dans les forêts des pays que ses trains desservent (le Royaume-Uni, la France, la Belgique et les Pays-Bas) via des partenariats avec les ONG Reforest'Action, Trees for All et Woodland Trust. En 2020, Reforest'Action s'associe avec château Fleur Cardinale à Saint-Émilion en 2020 pour des plantations d'arbres Tanzanie et le Pérou, avec l'entreprise Rouchette (fabricant de bottes en caoutchouc) pour la reforestation en Haïti, avec Gers Equipement (électroménagers), et avec Goodeed (plateforme de crowdfunding) et la marque Wilkinson Sword.
En début d'année 2021, d'autres entreprises s'associent à l'entreprise pour compenser leurs empreintes carbone : la marque Cacolac, pour planter 10 000 arbres dans l’État du Rondônia, au sud-ouest de l’Amazonie brésilienne. l'entreprise de prêt-à-porter Kiabi, pour planter 500 000 arbres (300 000 dans l'État indien d'Assam et 200 000 sur l'île indonésienne de Sumatra), ainsi que l'artiste et entrepreneur Éric Bompard, à la tête d'une entreprise de vêtement en cachemire, qui s'engage à planter un arbre dans le domaine de Chantilly à chaque vente d'un pull d'une collection limitée. Les mois suivants, elle s'associe avec le Groupe Star Service spécialisé dans la livraison à domicile, fait finance la plantation de 60 000 arbres au Pérou pour compenser son empreinte carbone, après diminution de celle-ci avec l'électrification de son parc de véhicules.
Au cours de l'année 2022, elle s'associe en mars avec le groupe énergétique Engie, qui finance le reboisement du hameau de Talhouët en Bretagne avec la plantation de 5300 arbres; en juillet, avec l'entreprise Ruggieri responsable du feu d'artifice du 14 juillet de Paris pour la plantation d'arbres à proximité de la capitale afin de compenser l'empreinte carbone du spectacle pyrotechnique annuel; Avec la société Hennessy pour planter 20 000 arbres dans le vignoble cognaçais, sous forme de haies et de microforêts; avec un fabricant d'équipements pour toilettes pour compenser les émissions de CO2 liées à la livraison des produits fabriqués en Chine, et avec Mint Mobile, la branche télécom de l’entreprise Mint. Au total, le programme « Forest Destination » de la maison de cognac Hennessy en partenariat avec Reforest'Action  doit permettre de planter ou restaurer 50 000 hectares de forêts en France et dans le monde à l’horizon 2030. En décembre 2022, Reforest'Action s'associe avec le groupe de services aux entreprises Samsic dans l'opération « Caring for forests » pour planter 100.000 arbres.
En janvier 2023, Reforest'Action s'associe avec le vendeur d'équipements informatiques reconditionnés Azerty pour l'opération « un ordinateur = un arbre ». La semaine suivante, Reforest'Action s'associe avec Castorama pour planter une forêt urbaine dans le quartier Saint-Loup à Marseille. En mai, Reforest'Action s'associe avec la couturière Elsa Ritter qui fabrique des sacs à main en peau de raisin, et s'engage auprès de ses clients à planter un arbre par commande passée.
En novembre 2023, Reforest'Action s'associe avec Ikea pour planter 2 400 arbres devant un de ses magasins en Normandie.

### Projets de «forêts urbaines»
En mars 2019, Reforest'Action, lance l'opération « Le Mois de la forêt », faisant la promotion de plusieurs projets de reboisement, notamment la plantation de 10 000 arbres à Voinsles (Seine-et-Marne). En avril 2019, Reforest'Action supervise la plantation de 300 arbres sur une parcelle de la commune de Saint-Romain-les-Atheux (Loire). Un mois plus tard, la start-up propose à 200 Parisiens le défi « de créer une forêt centenaire… en une matinée ». L'opération réalisée selon la méthode Miyawaki sur une parcelle de 700 m2 dans le bois de Vincennes avec le soutien de la Mairie de Paris prétend créer la première « forêt primitive » de la capitale,.
Deux jours plus tard, elle supervise un projet de forêt urbaine sur une parcelle de 500 m2 en friche dans le quartier des Fossés-Jean de la ville de Colombes dans les Hauts de Seine en présence du maire EELV Patrick Chaimovitch, portant sur la plantation de 1500 arbres, soit trois spécimens par mètre carré. Selon Clara Manuel, ingénieure forestière de Reforest Action, ce projet concerne une vingtaine d'espèce, toutes endémiques du Bassin parisien – des chênes, des tilleuls, des églantiers, des charmes et autres fusains, merisiers, pommiers et des poiriers – entièrement financées par des sponsors. L’intérêt de ce type de forêt est de lutter contre les effets du changement climatique en créant des îlots de fraîcheur, d'une température de inférieure de 8 °C sur sa périphérie.
En août 2022, l’entreprise est sollicitée pour restaurer des forêts dégradées par les incendies qui touchent le sud-ouest de la France pendant l'été,. En septembre, la ville de Grasse dans les Alpes-Maritimes s'associe avec Reforest'Action pour planter un arbre pour chaque enfant grassois né au cours de l’année écoulée, soit environ 500 nouveau-nés,. L'opération Une naissance, un arbre, destinée à créer une forêt urbaine, doit être reconduite chaque année. En novembre, Reforest'Action signe une convention avec la mairie de Montrouge pour planter une « mini-forêt » urbaine  340 m² en appliquant la méthode Miyawaki, près du stade Jean Lezer,. Ce projet consiste en la plantation de 340 arbres (1 par m²), arbustes et vivaces de 15 essences européennes, méditerranéennes ou adaptées aux conditions pédoclimatiques. Le 26 novembre, avec la Commission européenne, elle organisent la plantation participative d'une forêt urbaine à Reims,.

### Projets de «vitiforesterie»

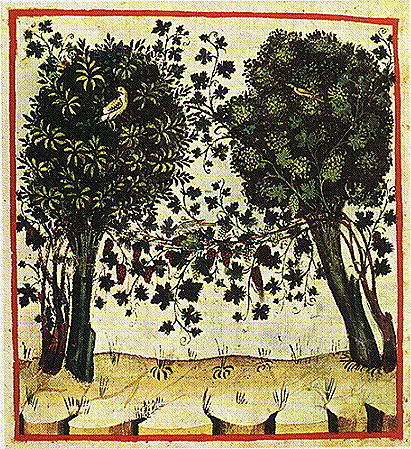
Enluminure médiévale montrant une conduite la vigne entre deux arbres

La vitiforesterie associe, dans une même parcelle, la vigne à des ligneux (arbres, buissons), d'autres plantes et éventuellement à des animaux d'élevage. L'arbre peut tutorer la vigne comme on le voit encore dans le Minho (VR), la vigne peut croitre entre deux arbres (on parlait alors de "hautains"). Après avoir été presque oubliée, ce type de conduite de la vigne retrouve un regain d'intérêt dans le cadre de l'agroforesterie contemporaine.
En mars 2021, la maison de Champagne Ruinart, en collaboration avec la société Reforest’Action, s’engage à planter plus de 14 000 arbres sur son vignoble historique de Taissy,, répartis en 4,4 km de haies et 800 m² d'îlots végétaux. La première étape du projet (sur trois) est réalisée en mars, avec la plantation de 4500 arbres, tandis que l'étape suivante est prévue pour mi-décembre avec la plantation d’un alignement de chênes sessiles entre une vigne et la route qui la longe. Au total, une quinzaine d’essences est sélectionnée, dont le charme, l’aubépine, le merisier ou l’érable champêtre. Selon Pierre Hermans, ingénieur spécialiste en vitiforesterie pour Reforest’Action c'est la première fois que son entreprise reçoit une « carte blanche » sur une telle surface. Ses professionnels cartographient l’espace afin de connaitre les emplacements disponibles pour planter, sans altérer le travail viticole (notamment sur l'impact de l'ombre des arbres sur la vigne, les concurrences hydriques éventuelles ou les risques de maladies), puis proposé plusieurs options à la marque de champagne. Pour mener à bien ce projet pilote, celle-ci permet l'arrachage d'environ 1 % de ses plants de vigne, avec des bénéfices attendus sur la réduction de leur impact carbone, ainsi que le développement d'une biodiversité favorable à la vigne. D'ici 2023, près de 20000 arbres et arbustes devraient être plantés
En décembre, une autre marque de Champagne, Canard-Duchêne, s'associe à Reforest'Action pour planter 20.000 arbres en France. Le même mois, Reforest'Action supervise la plantation de 1830 arbres sur une parcelle privée grâce à une subvention publique de 2500 €, et l'aide de 80 bénévoles : des chênes sessiles, des cormiers, des aliziers, des charmes, des noisetiers, des noyers, des cognassiers, des poiriers sauvages, des pommiers sauvages, des érables, des merisiers, des ormes, des hêtres et quelques acacias.

### Association avec la Commission européenne
En novembre 2021, Reforest'Action organise en partenariat avec la Commission européenne une opération de reboisement participatif couplée à un dialogue citoyen au domaine de Courances dans l'Essonne. Une cinquantaine de personnes participe au reboisement d’une partie de la forêt du domaine en plantant des essences de chênes, de charme et d’érable. Le projet prévoit la plantation d’environ 22 000 arbres et la régénération 123 000 autres sur trois parcelles d’une superficie totale de 96,8 hectares. Ce premier partenariat entre Reforest’Action et la représentation de la Commission européenne s’inscrit dans le cadre d'une nouvelle stratégie pour protéger et restaurer les forêts, adoptée en juillet 2021 par la commission, qui prévoit un plan de plantation de 3 milliards d’arbres en Europe à l’horizon 2030,.

### Global Forest Summit
Le 12 mars 2021, ReforestAction co-organise avec l’Institut Open Diplomacy le Global Forest Summit à Paris en visioconférence, afin d'établir l’état des lieux de la déforestation dans le monde pour mieux mettre en exergue les services cruciaux menacés : puits de carbone permettant de lutter contre le réchauffement climatique, dépollution, atténuation des tempêtes et des inondations, fourniture de molécules d’intérêt pharmaceutique, fruits et bois. Le sommet réalisé à titre privé est placé sous le haut patronage d'Emmanuel Macron et de Barbara Pompili, ministre de l'écologie. Selon les ONGE Greenpeace, Canopée -Forêts vivantes et Les Amis de la Terre cette caution du gouvernement est destinée au verdissement de son image,.
Le 24 mars 2022, Reforest'Action co-organise la seconde édition du Global Forest Summit, avec l'Institut Open Diplomacy. L'événement à pour objectif d'appeler à une action commune en faveur des forêts et présenter des solutions concrètes pour accélérer leur protection et leur restauration.
Ce sommet digital et anglophone réunit des représentants d'organisations internationales, des membres de gouvernements, ainsi que des leaders du monde des affaires, des chefs de communautés ou encore des ONG. Ainsi, étaient entre autres présents :
- John Kerry, envoyé spécial pour le climat au sein du gouvernement des États-Unis ;
- Son Altesse Royale le prince Charles ;
- Virginijus Sinkevicius, Commissaire européen à l'Environnement, aux Océans et à la Pêche ;
- Dr Juliette Biao Koudenoukpo, Directrice et Représentante Régionale du Programme des Nations unies pour l'environnement - Bureau Afrique ;
- Hindou Oumarou Ibrahim, Fondatrice de l'AFPAT ;
- Dr Jane Goodall, PhD, DBE Fondatrice du Jane Goodall Institute et messagère de la Paix des Nations unies.
- José Gregorio Diaz Mirabal, Coordination des organisations indigènes du bassin amazonien (COICA)

### Partenariat avec l'association Francis Hallé
Reforest'action est partenaire de l'association du botaniste Francis Hallé, fondée en 2018 autour d'un projet de « renaissance » d’une forêt primaire en Europe de l’Ouest.

### Sponsoring
En octobre 2021, le navigateur Kito de Pavant contacte Reforest'Action pour lui offrir gracieusement le nom et des espaces sur son bateau. Le mois suivant, celui-ci participe avec son coéquipier Gwen Gbick à la course à voile « Transat Jacques-Vabre », sous le nom de « HBF Reforest Action »,.

## Finances
En un an, la société réalise un chiffre d'affaires de 9 292 800 €, en hausse de 66%, et un excédent brut d'exploitation de 724 700 €, en hausse de 342% sur l'exercice clôturé en mai 2021.
Le flux de trésorerie positif a permis à l'entreprise de rembourser 500 000 € de comptes courants d'associés ainsi que la distribution de 44 000 € de dividendes.
L'entreprise possède des fonds propres de 1 388 000 €, représentant 14,4% du bilan total. La trésorerie positive de 3 775 000 € est le reflet d'un besoin en fonds de roulement structurellement négatif, lié au business model de l'entreprise qui encaisse les fonds des payeurs avant de débloquer le paiement des sous-traitants et fournisseurs.

## Critiques

### Critiques positives
Dans une interview au journal La Croix en mars 2020, la chercheuse engagée au CEA et au GIEC Valérie Masson-Delmotte déclare passer par Reforest’Action pour compenser certaines émissions de CO2 qu'elle ne peut pas éviter, et déclare au sujet de l'entreprise : « Je suis allée voir ce qu’ils font, c’est sérieux. Ce n’est pas un truc à l’autre bout du globe, où on va accaparer des terres et mettre des eucalyptus où il ne faudrait pas. »

### Critiques négatives
ReforestAction est accusée par plusieurs organisations environnementales « d'écoblanchiment » au service de multinationales et de banques soucieuses de compenser leurs émissions carbone, plutôt que de les réduire, et qui la paye pour planter des arbres qui n'absorberont l'équivalent de leurs rejets de gaz à effet de serre qu'au bout de plusieurs décennies. La pratique vertueuse prônée par le Groupe d'experts intergouvernemental sur l'évolution du climat étant de réduire d'abord et de planter en plus. La start-up travaille avec plus de deux mille entreprises, des banques, comme BNP Paribas, la Banque Populaire ou le Crédit agricole, des compagnies aériennes, comme KLM, et même des majors de l’énergie, tels ENI ou Engie.

### Réponses de Reforest'Action
Sur ce point, Stéphane Hallaire déclare que Reforest'Action impose aux entreprises souhaitant s'associer un cahier des charges à respecter pour que « la forêt ne soit pas la caution environnementale de l’entreprise, mais s’inscrive dans une démarche de réduction de l’empreinte carbone ».
En juin 2020, il fait part dans le journal Novethic de son optimisme, se disant convaincu que financer un projet lié à la forêt peut constituer un électrochoc pour une entreprise et l'engager dans une stratégie de réduction ambitieuse de ses émissions, et que les entreprises ont de plus la capacité, l'intérêt et la responsabilité de devenir le principal soutien financier du reboisement mondial.
L'entreprise a également publié sur son site une brochure intitulée « Bien appréhender votre démarche carbone », destinée à donner aux entreprises des éléments de compréhension sur le sujet de l'empreinte carbone. Elle y indique qu'une « bonne démarche en termes de compensation carbone s’articule autour de 3 actions : la mesure des émissions de CO2, la réduction des émissions de CO2, la compensation des émissions résiduelles ».